# Коттон, Эжени
Эжени́ Котто́н (фр. Eugénie Cotton; 1881—1967) — французская общественная деятельница, физик. В 1945 — председатель Союза французских женщин. Один из инициаторов создания и президент (с декабря 1945 г. — со дня основания) Международной демократической федерации женщин. Жена физика Эме Коттона (фр. Aimé Cotton), открывшего эффекты Коттона и Коттона — Мутона.

## Биография
Родилась 13 октября 1881 года в Субизе в семье мелкого торговца. В 1904 году окончила женский Педагогический институт (Высшая нормальная школа) в г. Севр и преподавала в нём, занимаясь наукой. В 1936 — 1941 годах директор, с 1945 года — почётный директор института. Была ученицей и сотрудницей М. Склодовской-Кюри и П. Кюри.
Научную известность приобрела после защиты в 1925 году докторской диссертации на тему о магнитных свойствах солей в твёрдом состоянии. Участница движения Сопротивления (1940 — 1944). Участница всемирного Движения сторонников мира (1949) (в 1950 году стала вице-председателем, в 1959 году — член Президиума ВСМ).
Была профессором Сорбоннского университета. Неоднократно бывала в СССР.

## Увековечение памяти
В её честь назван кратер Коттон на Венере. В Анапе в 1972-1996 годах один из санаториев (ул. Пушкина, 1) носил имя Эжени Коттон (в 1996 перерегистрирован в ЗАО «Санаторий „Русь“»). У санатория был установлен её бюст.

## Награды
- орден Почётного легиона (1934).
- Международная Сталинская премия «За укрепление мира между народами» (1951).

## Фильм
- ЦСДФ (РЦСДФ) (1973). «Эжени Коттон». Документальный фильм.  40 мин. {{cite episode}}: |series= пропущен или пуст (справка)